# Thomer-la-Sôgne
Thomer-la-Sôgne is een plaats en voormalige gemeente in het Franse departement Eure (regio Normandië) en telt 302 inwoners (1999). De plaats maakt deel uit van het arrondissement Bernay. Thomer-la-Sôgne is op 1 januari 2016 gefuseerd met Avrilly (Eure) en Corneuil tot de gemeente Chambois (Eure). 

## Geografie
De oppervlakte van Thomer-la-Sôgne bedraagt 9,2 km², de bevolkingsdichtheid is 32,8 inwoners per km².
De onderstaande kaart toont de ligging van Thomer-la-Sôgne met de belangrijkste infrastructuur en aangrenzende gemeenten.

## Demografie
Onderstaande figuur toont het verloop van het inwonertal (bron: INSEE-tellingen).